# Ščitnični hormon
Ščitnični ali tiroidni hormoni so tiroksin, trijodtironin in kalcitonin.
- Tiroksin in trijodtironin se sintetizirata v folikularnih celicah ščitnice in izločata pod vplivom tirotropina ter uravnavata rast in razvoj, zvečujeta porabo kisika in bazalno presnovo, posegata v presnovo ogljikovih hidratov, lipidov in beljakovin ter pospešujeta delovanje srca.[1] Poleg tiroksina in trijodtironina obstajajo še druge jodotironinske molekule (neklasični ščitnični hormoni), ki so prisotni v veliko manjših količinah, izkazujejo pa deloma antagonistične učinke.

- Kalcitonin nastaja v kalcitoninskih celicah ščitnice in posega v presnovo kalcija.[2][1]

Nekateri viri uvrščajo med ščitnične hormone le hormone folikularnih celic ščitnice, zlasti tiroksin in trijodtironin, ne pa tudi kalcitonin, ki nastaja v parafolikularnih celicah.